# Garakowa: Restore the World
Garakowa: Restore the World (яп. ガラスの花と壊す世界 Гарасу но хана то ковасу сэкай, букв. «Стеклянный цветок и разрушенный мир») — полнометражный научно-фантастический анимационный фильм студии A-1 Pictures, срежиссированный Масаи Исихамой на основе сценария Фумихико Симо. Премьера фильма состоялась 9 января 2016 года. 9 января 2016 года фильм был выпущен в Японии на DVD, а 16 января 2016 года был показан на сервисе Crunchyroll по всему миру.

## Сюжет
В необычном и виртуальном мире, называемом Ящиком Мудрости, живут Дуал и Дороти — две антивирусные программы. Их задача состоит в путешествии по различным мирам, содержащим воспоминания людей из разных эпох и альтернативных реальностей, и поиске вирусов для их уничтожений. Алгоритм прост: нужно распаковать очередной виртуальный мир из файлов бэкапа, войти в него, притворившись при помощи программного кода местной, проверить мир на предмет присутствия вирусов и удалить данные в случае заражения. Эта работа не всегда приятна, но Дюаль с Дороти не жалуются: они были созданы для заботы о Ящике Мудрости и браво охраняют его от посягательств вирусов.
Однажды неожиданно в их личное пространство вторгается третья юная девочка по имени Римо. Сама Римо лишилась воспоминаний и понятия не имеет, где оказалась. Она ищет нечто, называющееся «цветок». Проверив Римо на вирусы и сделав вывод о ее безвредности, Дуал и Дороти оставили ее у себя и принялись искать ответ на вопрос, кто же такая эта загадочная гостья. Однако вскоре они начинают понимать не только истинную цель Римо, но и состояние мира вне их Коробки.

## Персонажи
| Персонажи     | Сэйю                              |
| ------------- | --------------------------------- |
| Дуал          | Риса Танэда                       |
| Дороти        | Аянэ Сакура                       |
| Римо          | Юмири Ханамори                    |
| Сумирэ        | Аи Каяно Каору Катакари (взросл.) |
| Мама Дороти   | Наоко Такано                      |
| Отец Дороти   | Тору Сакураи                      |
| Сёстры Дороти | Юми Утияма Сидзука Исигами        |
| Даниэл Доусон | Синъя Такахаси                    |
| Диана         | Ая Накамура                       |
| Ученый        | Такэхиро Хасу                     |

## История создания

### Фильм
В 2013 году Pony Canyon организовали конкурс Anime-ka Taishō (Anime Adaptation Prize). Конкурс выиграла молодая креативная команда Physics Point., состоящая из Отоно Симуры и Суюри Хираумэ. Их призом стали 1 млн иен и право на анимационную адаптацию их концепта под названием D.Backup, состоящего из сценария, набросков сюжета и иллюстраций.

### Манга
К выходу фильма был приурочен также выпуск манга-адаптации истории. Её автором стал Ochau. Манга публиковалась в февральском и мартовском выпусках 2016 года журнала Dengeki G's Comic издательства ASCII Media Works.

## Критика
Терон Мартин, критик портала Anime News Network, дал фильму общий рейтинг «B», похвалив выдающуюся фоновую графику и поддержание «милой» темы, но критикуя историю за то, что она не смогла раскрыть полный потенциал поднятых сюжетом серьёзных тем.

## Примечание
1. ↑  D.Backup Inspires A-1 Pictures's Vitreous Flower Destroys the World Anime. Anime News Network (6 февраля 2015). Дата обращения: 7 февраля 2015. Архивировано 4 февраля 2019 года.
2. 1 2  ガラスの花と壊す世界(2016) (неопр.). allcinema. Stingray. Дата обращения: 11 января 2016. Архивировано 4 февраля 2019 года.
3. ↑  Crunchyroll to Stream Garakowa -Restore the World- Film on January 16. Anime News Network (7 декабря 2015). Дата обращения: 23 февраля 2016. Архивировано 11 декабря 2018 года.
4. ↑  Egan Loo. Physics Point Wins Pony Canyon's 1st Anime Adaptation Prize (англ.). Anime News Network (29 ноября 2013). Дата обращения: 21 февраля 2019. Архивировано 21 февраля 2019 года.
5. ↑  Karen Ressler. Ro-Kyu-Bu, Garakowa Manga End in Dengeki G's Comic (англ.). Anime News Network (30 декабря 2016). Дата обращения: 21 февраля 2019. Архивировано 21 февраля 2019 года.
6. ↑  Martin, Theron. Garakowa -Restore the World- - Review. Anime News Network (24 января 2016). Дата обращения: 23 февраля 2016. Архивировано 21 февраля 2019 года.